# Stayed Gone
«Stayed Gone» (с англ. — «Остался») — песня из второго эпизода «Radio Killed The Video Star» американского независимого анимационного сериала «Отель Хазбин», в которой участвуют персонажи Аластор (озвучивает Амир Талаи) и Вокс (озвучивает Кристиан Борль).
18 января 2024 года песня была выпущена на Spotify и с тех пор набрала 27 млн просмотров. 1 февраля 2024 года Эндрю Андерберг выпустил песню на YouTube, которая с тех пор набрала 2,2 млн просмотров. Песня также достигла одиннадцатого места в американском чарте Bubbling Under Hot 100.

## Чарты
| Чарт (2024)                                         | Пик-позиция |
| --------------------------------------------------- | ----------- |
| Канада (Canadian Hot 100)                           | 85          |
| Новая Зеландия (Recorded Music NZ)                  | 21          |
| Великобритания (Independent Singles Breakers Chart) | 13          |
| Великобритания (Independent Singles Chart)          | 46          |
| США Bubbling Under Hot 100 (Billboard)              | 11          |